# Encapsulamiento celular

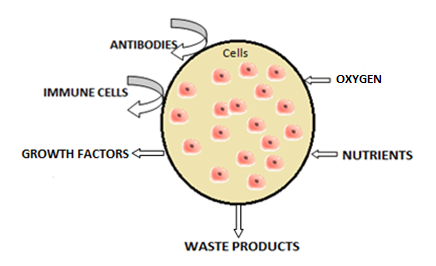
Ilustración de cómo funciona la membrana semipermeable en la microencapsulación celular.

La tecnología de microencapsulamiento celular implica la inmovilización de una célula entera dentro de una membrana semipermeable polímerica, que permita la difusión bidireccional de moléculas, tales como la afluencia de oxígeno, nutrientes, factores de crecimiento, etc, los cuales son esenciales para el metabolismo celular, así como la salida de desechos y proteínas terapéuticas. Al mismo tiempo, la naturaleza semipermeable de la membrana previene que las células del sistema inmunitario y anticuerpos destruyan a la célula encapsulada al considerarla un elemento ajeno al cuerpo.
El principal motivo de la tecnología de «encapsulación celular» es sobrepasar el problema existente del rechazo de injertos en las aplicaciones de la ingeniería de tejidos y así reducir la necesidad del uso prolongado de inmunosupresores después de un trasplante de órgano para controlar los efectos secundarios.

## Historia
En 1933 Vincenzo Bisceglie hizo el primer intento para encapsular células en una membrana polimérica.  Él demostró que una célula en una estructura polimérica tumoral trasplantada a la cavidad abdominal de un cerdo permanecía viable por un periodo extendido sin ser rechazada por el sistema inmune.
Treinta y un años después, en 1964, la idea de encapsular células dentro de microcápsulas de membranas poliméricas ultradelgadas para proveer de inmunoprotección a células, fue propuesta por Thomas Chang, quien acuñó el término de «célula artificial» para definir el concepto de bioencapsulación. Él sugirió que las células artificiales producidas por un método de goteo, no solo protegían a las células encapsuladas sino que también daban una relación de superficie a volumen lo bastante grande para una buena transferencia de oxígeno y nutrientes. Veintidós años después, esta aproximación fue exitosamente puesta en práctica en modelos con animales pequeños, cuando microcápsulas de algín-polilisina-algín (APA) fueron desarrollados para inmovilizar xenoinjertos de células de islotes pancreáticos. Este estudio demostró que los islotes microencapsulados e implantados en ratas diabéticas se mantuvieron viables y controlaron los niveles de glucosa por varias semanas. Las pruebas en humanos utilizando células encapsuladas fueron conducidas en 1998. Células encapsuladas expresando la enzima citocromo P450 para activar localmente un profármaco antitumoral, fueron utilizadas en cáncer pancreático. Aproximadamente se dobló el tiempo de supervivencia comparado con controles históricos.

## La microencapsulación celular como herramienta en ingeniería de tejidos y medicina regenerativa
Muchas preguntas podrían surgir del porqué son requeridas las técnicas de encapsulamiento celular si existen productos terapéuticos que pueden ser injertados en el sitio. Una razón importante es que las células encapsuladas podrían liberar de manera continua y por mayor tiempo productos terapéuticos en el mismo sitio de la implantación. Otra ventaja de las técnicas de microencapsulación es que permiten cargar células no humanas y genéticamente modificadas dentro de la matriz polimérica, esto cuando la disponibilidad de células de donadores es limitada. La microencapsulación es una valiosa técnica local, regional y oral para proporcionar productos terapéuticos, ya que puede ser implantada en múltiples tejidos y órganos. Para tratamientos prolongados de transporte de fármacos a los sitios de tratamiento, la implantación de estos, en células artificiales es en cuanto a costos más eficiente en comparación a la administración directa. Por otra parte, la posibilidad de implantar células artificiales con composiciones químicas similares a múltiples pacientes desconsiderando su antígeno leucocitario permitiría de igual manera la reducción de costos.

## Parámetros clave de la tecnología de microencapsulación
El potencial que tiene el uso de células microencapsuladas para aplicaciones exitosas en la clínica solo se puede realizar si se optimizan varios requerimientos en el desarrollo del proceso, como el uso adecuado de polímeros biocompatibles para la formación de una matriz semipermeable químicamente y mecánicamente estable, la producción de microcápsulas uniformes en tamaño, uso apropiado de policationes inmunocompatibles reticulados al polímero de encapsulación para la estabilización de las cápsulas y la selección de un tipo de célula adecuado dependiendo de la situación.

### Biomateriales
El uso del mejor biomaterial, dependiendo de la aplicación, es crucial en el desarrollo de un sistema de administración de fármacos en ingeniería de tejidos. El polímero alginato es el de uso más común gracias a su temprano descubrimiento, fácil adquisición y a un bajo costo. Sin embargo, otros materiales como el sulfato de celulosa, colágeno, quitosano y agarosa también se han empleado.

#### Alginato
Muchos grupos han estudiado de manera extensiva los polímeros sintéticos y naturales con el propósito de desarrollar los biomateriales más adecuados para la microencapsulación celular. Trabajos extensivos han sido desarrollados con el uso de alginato como el biomaterial más adecuado para el encapsulamiento celular gracias a su abundancia, su excelente bicompatibilidad y propiedades biodegradables. El alginato es un polímero natural que puede ser extraído de algas y bacterias con numerosas composiciones sobre la base de dónde se obtenga.
El alginato no está exento de críticas. Muchos investigadores creen que el alginato con alto contenido en -M, puede producir una respuesta inflamatoria. y un crecimiento celular anormal. Mientras otros han establecido que el alginato con altos contenidos -G provoca un crecimiento excesivo de células y reacciones inflamatorias in vivo comparado con alginatos con niveles -G intermedios. Incluso alginatos ultrapuros pueden contener endotoxinas y polifenoles que pueden comprometer la biocompatibilidad de la microcápsula resultante. Se ha demostrado que incluso con procesos de purificación que reduzcan los niveles de endotoxinas y polifenoles en el aliginato, es muy difícil reducir el contenido proteico. y también el proceso podría producir cambios en el biomaterial. En consecuencia es esencial que se elaboren procesos efectivos de purificación para así remover todos los contaminantes contenidos en el alginato, antes de utilizarse en aplicaciones clínicas.

##### Modificaciones y funcionamiento del alginato
Investigadores han sido capaces de desarrollar microcápsulas de alginato con formas alternas de este, con biocompatibilidad mejorada y mayor resistencia a hinchazón osmótica.  Otro enfoque para mejorar la biocompatibilidad del material de la membrana es a través de la modificación superficial de la cápsula con el uso de péptidos y moléculas proteicas que controlan la proliferación y el cambio de diferenciación de la célula encapsulada. Un grupo que ha trabajado excesivamente en la unión de la secuencia de aminoácidos Arg-Gly-Asp (RGD) a hidrogeles de aliginato hizo evidente que el comportamiento celular puede ser controlado por la densidad del RGD unido al gel de aliginato. La diferenciación y el crecimiento de las células cargadas puede ser controlado por micropartículas de alginato cargadas con mioblastos y RGD funcionalizados.  Otro factor vital que controla el uso de microcápsulas celulares en aplicaciones clínicas es el desarrollo de policationes convenientes, inmunocompatibles, que cubran las perlas altamente porosas de alginato y así estabilizar y proteger a las cápsulas del sistema inmune. La poli-L-lisina (PLL) es el policatión de mayor uso, pero su poca biocompatibilidad restringe su uso clínico, ya que atrae células inflamatorias, provocando necrosis en las células cargadas. Estudios han revelado que las cápsulas de alginato-PLL-alginato (APA) tienen poca estabilidad mecánica y por ello poco tiempo de durabilidad. Por ende, se han buscado alternativas al PLL que han demostrado resultados prometedores con poli-L-ornitina y poli(metileno-co-guanidina) clorohidrato al fabricar microcápsulas duraderas con alta y controlable fuerza mecánica para el encapsulamiento celular.
Muchos grupos también han investigado el uso de quitosano que es un policatión de origen natural y puede ser un reemplazo potencial del PLL para producir microcápsulas de alginato-quitosano (AC, por sus siglas en inglés) para aplicaciones de distribución celular No obstante, otros estudios muestran a la membrana de AC con una estabilidad, nuevamente, limitada y un grupo demostró que las modificaciones de las microcápsulas de alginato-quitosano con genipina, un glucósido iridoide encontrado en frutas de gardenia para formar microcápsulas de genipina reticulado alginato-quitosano (GCAC) puede aumentar su estabilidad.

#### Colágeno
El colágeno es un componente proteico que brinda soporte a tejidos como la piel, los cartílagos, huesos, vasos sanguíneos y ligamentos, y por lo tanto es considerado una plataforma de modelo o una matriz para la ingeniería de cultivo, debido a sus propiedades biocompatibles, biodegradables y su habilidad para promover la unión de células. Esta habilidad permite que el quitosano controle la distribución de células hacía el interior de un sistema polimérico. En consecuencia, el colágeno de tipo I, obtenido de tejidos animales es comercializado de forma exitosa como un biomaterial de la ingeniería tisular con múltiples aplicaciones. El colágeno también ha sido utilizado en la reparación de nervios e ingeniería vesicular. La inmunogenicidad ha limitado su uso. La gelatina fue considerada para sustituirle por tal razón.

#### Gelatina
La gelatina es elaborada por la desnaturalización del colágeno, sus propiedades de ser biodegradable, biocompatible, sin inmunogenicidad en ambientes fisiológicos y ser fácilmente procesable hacen de este polímero una buena opción para aplicaciones de ingeniería de tejidos. En este ámbito es usada para la piel, huesos y cartílagos y, comercialmente, para reemplazos de piel.

#### Quitosano
El quitosano es un polisacárido compuesto con uniones β-(1-4)  de D-glucosamina (unidad deacetiliada) y N-acetil-D-glucosamina (unidad acetilada) distribuidas de forma aleatoria. Proviene de la N-deacetilación de la quitina y ha sido utilizada para diversas aplicaciones, por ejemplo, la administración de fármacos, implantes de relleno y para cobertura de heridas. Sin embargo, un inconveniente de este polímero es sus débiles propiedades mecánicas, por ello es combinado con otros polímeros como el colágeno, que presenta mayor fuerza mecánica para aplicaciones de encapsulación celular.

#### Agarosa
La agarosa es un polisacárido derivado de algas marinas usado para nanoencapsulación de células y la suspensión célula/agarosa, puede ser modificada para formar microperlas al reducir la temperatura en el momento de preparación. No obstante, un inconveniente surge al existir la probabilidad de protrusión celular a través de la pared polimérica matricial, después de la formación de las cápsulas.

#### Sulfato de celulosa
El sulfato de celulosa proviene del algodón, después de ser procesada de manera apropiada, puede ser utilizada como una base biocompatible en donde suspender células. Cuando el sulfato de celulosa polianiónica es depositada en una segunda solución policatiónica (por ejemplo pDADMAC), una membrana semipermeable se forma alrededor de las células suspendidas, siendo resultado de la gelación de los dos poliiones. Las líneas celulares de mamíferos y bacterias permanecen siendo viables y continúan su replicación dentro de las cápsulas, para así llenarla. A diferencia de otros materiales de encapsulación, pueden ser usados para el crecimiento de células y actuar como un biorreactor de proporciones minúsculas. La naturaleza biocompatible del material se resaltó mediante la observación durante estudios usando las propias cápsulas rellenas para implantación y también para aislar material de la cápsula. Las cápsulas formadas por sulfato de celulosa han sido usadas exitosamente, demostrando su seguridad y eficacia, en ensayos clínicos y preclínicos tanto en humanos, como en animales, principalmente como un tratamiento contra el cáncer, pero también para explorar su posible uso en terapia de genes o de anticuerpos. Usando el sulfato de celulosa se ha podido diseñar encapsulamiento celular como producto farmacéutico a gran escala y cumplir con las normas de correcta fabricación (NCF). Esto lo logró la compañía Austrianova en 2007.

### Biocompatibilidad
El uso de un biomaterial ideal de alta calidad, dentro de sus propiedades biocompatibles intrínsecas, es el factor crucial que impera en la eficiencia a largo plazo de esta tecnología. Un biomaterial ideal para la encapsulación celular debe de ser totalmente biocompatible, no debe de activar una respuesta inmune en el huésped y no debe de interferir en la homeostasis de la célula, de tal manera que se asegure la alta viabilidad de las células. Sin embargo, una de las mayores limitantes, ha sido la falta de habilidad de reproducir los diferentes biomateriales y los requerimientos para obtener un mejor entendimiento de la química y biofuncionalidad de los biomateriales y los sistemas de microencapsulación. Muchos estudios demuestran que modificaciones en la superficie de estas células, que contienen micropartículas ayuda al control y diferenciación celular de las células encapsuladas.
Un estudio propone el uso del potencial zeta, el cual mide la carga eléctrica de una microcápsula, como un medio para predecir la reacción de interferencia entre la microcápsula y el tejido circundante y a su vez la biocompatibilidad del sistema de suministro.

### Permeabilidad de la microcápsula
Un criterio fundamental que debe establecerse cuando se está desarrollando cualquier dispositivo con un membrana semipermeables, es el de ajustar la permeabilidad en los parámetros de entrada y salida de moléculas. Es indispensable que la microcápsula celular sea diseñada con un grosor uniforme y que se pueda tener control sobre la proporción en la que entra una molécula necesaria para la viabilidad celular y la proporción de los productos terapéuticos y deshechos que salen de la membrana. En mente hay que considerar también que la inmunoprotección de la célula cargadas es un factor clave cuando se está trabajando con la permeabilidad de la membrana de encapsulación, ya que no solo a las células del sistema inmune se les debe impedir la entrada a la microcápsula, sino también a anticuerpos y a citocinas, esto depende del tamaño del poro de la biomembrana.
Se ha demostrado que como diferentes tipos de células tienen diferentes requerimientos metabólicos, la permeabilidad de la membrana debe de ser optimizada conforme al tipo de célula que se encuentra encapsulada. Muchos grupos se han dedicado al estudio de la permeabilidad de la membrana de la microcápsula celular, y aunque el rol de la permeabilidad de ciertos elementos esenciales como el oxígeno se ha demostrado, aún se tiene que establecer los requerimientos de cada tipo celular conforme a la permeabilidad.

### Fuerza mecánica y durabilidad
Es esencial que las microcápsulas tengan una fuerza de membrana adecuada (estabilidad mecánica) para poder soportar tanto el estrés físico y el osmótico, por ejemplo, cuando hay intercambio de nutrientes o productos de deshecho celular. Las microcápsulas deben tener la fuerza suficiente y no romperse durante la implantación, porque podrían provocar que el sistema inmune las rechace. Por ejemplo, en caso de un xenotrasplante, se necesitaría una membrana más estable y gruesa en comparación con un alotrasplante. También, cuando se estaba investigando el potencial del uso de microcápsulas APA cargadas con un cepa sobreactiva de hidrolasa de sales biliares (BSH, por sus siglas en inglés) de Lactobacillus plantarum con 80 células, en estimulación con el modelo del tracto gastrointestinal humano para aplicarlas de forma oral, se evaluó la forma y la integridad mecánica del las microcápsulas. Como resultado las microcáspulas APA podrían potencialmente usadas para este método de transporte de células bacterianas vivas. No obstante, investigaciones posteriores evidenciaron que las microcápsulas GCAC tenían mayor estabilidad mecánica que las APA para ser suministradas de forma oral. Martoni et al. estuvieron experimentando con cápsulas llenas de bacterias suministradas oralmente, que podrían ayudar a reducir el nivel de colesterol sérico. Las cápsulas fueron bombeadas a través de vesículas que simulaban el tracto gastrointesitinal humano, para determinar que tan bien podrían sobrevivir en el cuerpo. La investigación sobre las propiedades mecánicas de los biomateriales que podrían ser utilizados para la microencapsulación celular es necesaria, para así poder determinar la durabilidad de estas durante su producción y especialmente para aplicaciones in vivo, donde la constante liberación de productos es necesaria por un periodo largo de tiempo.

### Tamaño de la microcápsula
El diámetro de las microcápsulas es un importante factor que influye tanto en como el sistema inmune responde a la microcápsula celular como también con la masa de transporte a través de la membrana de la cápsula. Algunos estudios demuestran que la respuesta celular es mucho menor con cápsulas pequeñas que con las de mayor tamaño y en general el diámetro de las células cargadas en las microcápsulas debe de estar entre 300-400 µm para así permitir la efectiva difusión a través de la membrana semipermeable.

### Elección de la célula
La elección del tipo de célula para esta técnica depende de la aplicación deseada de la microcápsula celular. Las células pueden provenir del mismo paciente (autotrasplante, células autógenas), de otro donador (células alogénicas) o de otra especie (células xenogénicas). El uso de células autógenas en la terapia de microencapsulación es limitado por la disponibilidad de las células y, aunque las células xenogénicas son fáciles de adquirir, conllevan mayor peligro de contraer virus, especialmente contagiar de retrovirus endógenos porcinos al paciente, por lo cual su uso en aplicaciones clínicas es restringido, y después de debatirlo, muchos grupos concordaron que los estudios deberían incluir el uso de células alogénicas en vez de las xenogénicas. Dependiendo de la aplicación, estas células podrían ser modificadas genéticamente para expresar cualquier proteína necesitada. Sin embargo, suficiente experimentación se debe llevar a cabo para validar la estabilidad y seguridad en la expresión génica, antes de hacer uso de este tipo de células. Esta tecnología no ha sido probada en ensayos clínicos debido a la alta inmunogenicidad de las células contenidas en la cápsula. Estas secretan citocinas y producen reacciones de inflamación en el lugar de implantación, provocando el decrecimiento en la viabilidad de las células encapsuladas. Un acercamiento prometedor que está siendo estudiado, es el de administrar fármacos antiinflamatorios, para así reducir el riesgo de una respuesta inmune contra las microcápsulas. Otra aproximación se enfoca en la investigación extensiva en el uso de células madre como células madre mesenquimales para una microencapsulación de larga duración y aplicaciones en terapia celular, con la esperanza de reducir la respuesta inmune sobre el paciente después de la implantación. Otro problema que involucra la larga viabilidad de las células microencapsuladas, es el uso de líneas celulares de rápida proliferación, que eventualmente llenan todo el sistema y encaminan a la poca eficiencia en la difusión a través de la membrana semipermeable de las cápsulas. Una solución sería el uso de tipos de células como los mioblastos, que no proliferan después del procedimiento de encapsulación.

## Aplicaciones no terapéuticas
Los probióticos están siendo ampliamente utilizados en productos lácteos, como en helados, leche en polvo, yogures, postres congelados y quesos, esto debido a que aportan beneficios a la salud. Pero la baja viabilidad de las bacterias probióticas en los alimentos sigue siendo un obstáculo. El pH, el contenido de oxígeno disuelto, la acidez titulable, la temperatura de almacenaje, especies y cepas de organismos asociadas a la fermentación de productos lácteos y la concentración de ácido láctico y acético son factores que afectan en mayor escala a la viabilidad del probiótico en el producto. Como fue estipulado por la Organización de las Naciones Unidas para la Alimentación y la Agricultura (FAO, por sus siglas en inglés) y por la Organización Mundial de la Salud (OMS), la norma para considerar un alimento con adición de probióticos, el producto debe de contener por gramo por lo menos 106-107 unidades formadoras de colonias de bacteria probiótica. Es necesario que las células bacterianas permanezcan estables y saludables en el producto manufacturado y suficientemente viables durante el proceso digestivo, para cuando alcancen el intestino de su nuevo huésped.
La tecnología de microencapsulación ha sido aplicada a la industria alimentaria de manera exitosa, en cuanto a la encapsulación de células bacterianas vivas e incrementar su viabilidad durante el procesamiento de los productos lácteos y para su administración dirigida al tracto gastrointestinal.
Aparte de los productos lácteos, los probióticos microencapsulados también han sido utilizados en productos no lácteos como TheresweetTM que es un sustituto del azúcar. Puede se utilizado como un vehículo conveniente para transportar Lactobacillus al intestino, sin ser un producto lácteo.

## Aplicaciones terapéuticas

### Diabetes
El potencial de usar páncreas bioartificiall, para el tratamiento de la diabetes mellitus, basado en la encapsulación de células de islotes pancreáticos  dentro de una membrana semipermeable, está siendo investigada de manera rigurosa por científicos. Estos dispositivos podrían eliminar la necesidad de tomar inmunosupresores, aparte de solucionar el problema que conlleva los pocos donadores de órganos. El uso de la microencapsulación protegería a las células de los islotes del rechazo inmune, así como el uso de animales o células genéticamente modificadas productoras de insulina. Se tiene esperanza que el desarrollo de los islotes dentro de microcápsulas pueda prevenir la necesidad de inyecciones de insulina administradas múltiples veces al día por pacientes con diabetes tipo I. El Protocolo Edmonton incluye la implantación de islotes humanos extraídos por cadáveres donadores y ha demostrado mejoras para los pacientes en el tratamiento de la diabetes tipo I, quienes son propensos a la hipoglucemia. Sin embargo, los dos mayores obstáculos que se encuentran en esta técnica es la limitada disponibilidad de donantes de órganos y la necesidad de tomar inmunosupresores para prevenir una respuesta inmune en el cuerpo del paciente.
Muchos estudios se han dedicado al desarrollo de páncreas bioartificiales involucrados en la inmovilización de los islotes de Langerhans dentro de cápsulas poliméricas. El primer intento con esta perspectiva fue demostrada en 1980 por Lim et al. donde el islote celular como xenoinjerto fue encapsulado dentro de microcápsulas de alginato de polilisina y demostró resultados significantes in vivo por varias semanas. Se prevé que la implantación de estas células encapsuladas ayudaría a disminuir el uso de inmunosupresores y también permitir el uso de xenoinjertos y así superar el problema de la escasez de órganos donados.
El polímero usado para microencapsulamiento de islotes es el alginato, quitosano, polietilenglicol (PEG), agarosa, sulfato de celulosa de sodio y poliacrilatos insolubles en agua con alginato comúnmente usados como polímeros. Con estudios exitosos in vivo, donde se utiliza esta técnica, se están llevando a cabo ensayos clínicos significantes usando islotes humanos microencapsulados. En 2003, el uso de microcápsulas de alginato/PLO que contienen células de islotes para fases clínicas I piloto fue aprobado, para ser llevado en la Universidad de Perugia por el Ministerio de Salud Italiano. En otro estudio, el potencial en aplicaciones clínicas de la PEGilación y bajas dosis del inmunosupresor ciclosporina A fue evaluado. El ensayo empezó en 2005 por Novocell, ahora está en fase I/II de ensayos clínicos, para implantes de aloinjertos de islotes de forma subcutánea. Sin embargo, ha habido estudios con mucha controversia, involucrando ensayos clínicos en humanos, donde la tecnología de células vivas (Ltd) demuestra la supervivencia de células xenogénicas trasplantadas, sin el uso de inmunosupresores por 9.5 años. No obstante, este ensayo fue catalogado por la Asociación Internacional de Xenotransplantes como riesgosa y prematura. Sin embargo, aunque hay ensayos clínicos en marcha, se deben sobreponer a problemas de carácter mayor como la biocompatibilidad y inmunoprotección.
Alternativas potenciales para aislar islotes (ya sean de origen alo-o xenogénico) han sido exploradas. Usando la tecnología de Austrianova Singapur en sulfato de celulosa de sodio, líneas celulares de islotes fueron encapsuladas y se demostró que las células seguían siendo viables y liberaban insulina al estímulo de glucosa. En estudios preclínicos, las células encapsuladas e implantadas pudieron restablecer el nivel de glucosa en ratas diabéticas por un periodo de 6 meses.

### Cáncer
El uso de células encapsuladas en microcápsulas para el tratamiento de diferentes formas de cáncer ha demostrado tener gran potencial. Una aproximación tomada por investigadores es por la implantación de microcápsulas, cuyo contenido son células genéticamente modificadas que secretan citocinas. Un ejemplo de esto se observó con Cirone et al., cuando mioblastos genéticamente modificados para secretar Interleucina-2, una citocina, fueron implantados de forma autóloga a ratones con tumores, los cuales tuvieron un retraso en su crecimiento y por ello un incremento en la tasa de supervivencia de los animales. Sin embargo, la eficiencia de este tratamiento fue de corto plazo, debido a una respuesta inmune contra las microcápsulas implantadas. Otra aproximación para la supresión del cáncer es mediante el uso de inhibidores de angiogénesis para prevenir la liberación de factores de crecimiento, que permiten el esparcimiento tumoral. El efecto de la implantación de microcápsulas cargadas de células xenogénicas genéticamente modificadas para secretar endostatina, un fármaco inhibidor de angiogénesis, que causa apoptosis a las células tumorales y está siendo ampliamente investigado. Sin embargo, este método de administración directa no fue factible en el tratamiento de pacientes con múltiples tumores o que presentaban casos de metástasis y por ello se llevó a cabo un estudio que involucrase una implantación a nivel sistémico de microcápsulas.
En 1998, un modelo murino de cáncer pancreático fue utilizado para estudiar el efecto de la implantación de células epiteliales de felinos, genéticamente modificadas para expresar citocromo P450, encapsuladas en sulfato de celulosa para el tratamiento de tumores sólidos. Esta aproximación demostró por primera vez la aplicación de células que expresan enzimas para activar agentes chemoterapéuticos. Sobre la base de estos resultados, un producto terapéutico de encapsulamiento celular, NovaCaps, fue probado en fases I/II de ensayos clínicos para el tratamiento de cáncer pancreático en pacientes  y ha sido asignado a la Agencia Europea de Medicamentos (EMEA) como una droga huérfana en Europa. La siguiente fase I/II de ensayos clínicos usando el mismo producto, confirmó los resultados del primer ensayo, demostrando que los pacientes con cáncer pancreático en fase IV tenían un tiempo de supervivencia de casi el doble del tiempo. En todos estos ensayos se usó sulfato de celulosa, en adición a los claros efectos antitumorales, las cápsulas fueron bien toleradas y no hubo reacciones adversas, tales como respuestas inmunes a las cápsulas, demostrando la naturaleza biocompatible del sulfato de celulosa. En un paciente las cápsulas estuvieron sin ningún efecto secundario, por casi dos años.
Estos estudios demostraron prometedoras aplicaciones de las microcápsulas para tratamientos de cáncer. Sin embargo, soluciones a problemas como la respuesta inmune, provocando inflamación del tejido circundante, debe de ser investigada a detalle, antes de que más ensayos clínicos sean posibles.

### Enfermedades cardíacas
Numerosos estudios se han dedicado al desarrollo de métodos efectivos para permitir la regeneración de tejido cardíaco en pacientes, después de sufrir la enfermedad del corazón isquemia. Una aproximación emergente para resolver la problemática surgida del tejido isquémico, es a través de la terapia basada en células madre. Sin embargo, el mecanismo actual sobre el cual esta terapia pueda tener una efectiva propiedad generativa sobre la función cardíaca, está todavía en investigación. Incluso aunque hay múltiples métodos para la administración celular, la eficiencia del número de células que permanecen en el latiente corazón, después de la implantación es demasiado bajo. Una aproximación prometedora es el de sobreponerse a este problema mediante la terapia de microencapsulación celular, que ha demostrado permitir una mayor retención celular en comparación con la inyección de células madre libres al corazón.
Otra estrategia es la de mejorar el impacto de las técnicas de encapsulación celular contra las aplicaciones cardíacas regenerativas, esto mediante el uso de células madre genéticamente modificadas capaces de secretar factores angiogénicos como factor de crecimiento endotelial vascular (VEGF, por sus siglas en inglés), el cual estimula la neovascularización y restaurar la perfusión miocárdica en el dañado corazón isquémico. Un ejemplo de esto se muestra en el estudio de Zang et al. donde células CHO xenogénicas fueron genéticamente modificadas para expresar VEGF y encapsuladas en alginato-polilisina-alginato (PLP) e implantadas en el miocardio de ratas. Se pudo observar, que la encapsulación protegió a las células de respuesta inmune por tres semanas y también hubo un mejoramiento en el tejido cardíaco postinfarto, esto debido a angiogénesis.

### Terapia de anticuerpos monoclonales
El uso de anticuerpos monoclonales de forma terapéutica está esparcida para tratamiento de cánceres y enfermedades inflamatorias. Usando la tecnología de sulfato de celulosa, científicos han encapsulado de manera exitosa células productoras de hibridomas y demostrado de manera subsecuente la liberación de anticuerpos terapéuticos provenientes de las cápsulas. Las cápsulas que contenían a los hibridomas fueron usadas en ensayos preclínicos para abastecer anticuerpos neutralizantes contra el retrovirus de ratón FrCasE y así previnieron la enfermedad.

### Otras condiciones
Hay muchas condiciones médicas donde utilizar las terapias de encapsulación, especialmente aquellas referentes a una deficiencia biológica de alguna proteína. Una de las terapias de mayor éxito es un dispositivo externo, similar a una máquina de diálisis, solo que con una reserva de hepatocitos de cerdo, rodeando la porción semipermeable de la tubería de infusión de sangre. Este aparato puede remover toxinas de la sangre de pacientes con severodaño hepático . Otras aplicaciones que siguen en desarrollo incluyen células productoras del factor neurotrófico ciliar para el tratamiento de esclerosis lateral amiotrófica (ELA) y la enfermedad de Huntington, también factor neurotrófico derivado de la glía para Parkinson, eritropoyetina para la anemia y hormona del crecimiento para el enanismo. De igual manera enfermedades monogénicas como hemofilia, la enfermedad de Gaucher y algunos desórdenes de mucopolisacaridosis pueden ser potencialmente blancos de las células encapsuladas que expresan la proteína en deficiencia.